# Jordbävningen
Jordbävningen är en amerikansk katastroffilm från 1974 i regi av Mark Robson, med bland andra Charlton Heston, Ava Gardner och George Kennedy. Walter Matthau gör en cameoroll.

## Om filmen
Filmen kom i mitten av 1970-talet som en i raden av katastroffilmer. Den visades på bio med så kallad sensurroundteknik, vilket avsågs ge publiken en totalupplevelse. I en av filmerna av denna typ kunde man känna något av vibrationerna i jordbävningen. Cerwin-Vega gjorde en speciell anläggning till denna film som gav biosalonger mindre skador på grund av vibrationer från anläggningen och ledde till extra säkerhetsföreskrifter angående ljudanläggningen. Det var även genom denna anläggning som högtalartillverkaren fick sitt stora genombrott. Filmen hade premiär i USA den 15 november 1974 och i Sverige en månad senare.

## Rollista i urval
- Charlton Heston – Stewart Graff
- Ava Gardner – Remy Royce-Graff
- George Kennedy – Sgt. Lew Slade
- Lorne Greene – Sam Royce
- Geneviève Bujold – Denise Marshall
- Richard Roundtree – Miles Quade
- Marjoe Gortner – Jody Joad
- Barry Sullivan – Dr. Willis Stockle
- Lloyd Nolan – Dr. James Vance
- Victoria Principal – Rosa Amici
- Lloyd Gough – Bill Cameron
- Monica Lewis – Barbara
- John Randolph – Lewis